# 宝くじスポーツフェスティバル
宝くじスポーツフェスティバル（たからくじ・スポーツフェスティバル）は、宝くじの収益を基に、宝くじの社会貢献活動、並びに野球、バレーボール、サッカーの競技普及を目指すことを念頭に、地元の少年少女らへの技術指導や、その選手らのOB/OGのドリームチームと、地元有志のチームの親善試合を行うイベントである。
2024年度は、「ドリームベースボール」「はつらつママさんバレーボール」「ドリームサッカー」の3種目で、自治総合センターと開催地の各市区町村（東京都23特別区を含み、政令指定都市を除く）の共催で、原則2日目に日曜・祝日が入るようにしたうえで2日間を開催日とする。バレーボールは日本バレーボール協会、サッカーは日本サッカー協会の後援・協力とする。

## ドリームベースボール
- 出場者：過去に個人賞を受賞した選手を中心に著名な元プロ野球選手20名程度
- 会場条件：
  - 試合会場（2000人程度以上収容の野球場）
  - 講演会場（300人程度以上収容可能な屋内施設。野球場に隣接した会場が望ましい）
  - 雨天会場（600人程度以上収容可能な屋内施設。同様に野球場に隣接した会場が望ましいが、離れている場合は車で15分以内程度の距離にある施設が適当）

ただし講演会場と雨天会場の兼務不可
- 内容：
  - 指導者向けクリニック（野球チーム指導者など50-100名程度　講師3人）
  - 少年少女野球教室（小中学生200人以上）
  - ふれあい後援会（ドリームチームの代表者1名）
  - ドリーム抽選会（ドリームゲームの試合会場の来場者を対象に出場者のグッズなどを抽選贈呈）
  - アトラクション（ドリームゲーム試合開始前に、プロ選手と開催地のアマチュアチームの代表者と対戦するゲームコーナーとホームランコンテスト）
  - ドリームゲーム（ドリームチームと開催地アマチュアチームによる軟式野球による7イニング制〈延長なし、90分を超過した場合はその時点で次のイニングに入らない〉）

## はつらつママさんバレーボール
- 出場者：夏季オリンピック・バレーボール世界選手権などのバレーボール日本代表の出場経験のある選手20名程度
- 会場条件：600人程度以上収容可能、かつ2面以上のコートが取れる体育館
- 内容：
  - 指導者向けクリニック（バレーボールチーム指導者など50-100名程度　講師3人）
  - ママさんバレーボール教室（ママさんバレーボールチームなど120-240人程度）
  - アトラクション（ドリームチームの試合開始前に、その選手と地元開催地の参加者との交流ゲームイベント）
  - 親善試合（ドリームチームと開催地のママさんバレーボールチーム3チームによる対抗戦）
  - ドリーム抽選会（ドリームベースボールに同じ）

## ドリームサッカー
- 出場者：サッカー日本代表経験者を中心に22名程度
- 会場条件：
  - 試合会場：ピッチが天然芝か日本サッカー協会公認人工芝・3000人以上収容のスタジアム
  - 雨天会場：600人程度以上収容の体育館。試合会場に隣接していることが望ましいが、離れている場合は車で15分以内程度の距離にある施設が適当
- 内容：
  - 指導者向けクリニック（少年少女サッカーチーム指導者など40-50名程度　講師2人（JFAコーチライセンス取得者））
  - 少年サッカー教室（小学校高学年〈5・6年生〉の少年少女200-250人程度）
  - アトラクション（ドリームチームの試合開始前に、その選手と地元開催地の参加者とのPK戦対決）
  - 親善試合（ドリームチーム対開催地代表による30分ハーフ）
  - ドリーム抽選会（ドリームベースボールに同じ　ハーフタイム15分を利用する）